# Stiria intermixta
Stiria intermixta là một loài bướm đêm trong họ Noctuidae.